# Nakasu-Kawabata (métro de Fukuoka)
Nakasu-Kawabata (中洲川端駅, Nakasukawabata-eki) est une station du métro de Fukuoka sur les lignes Kūkō et Hakozaki dans l'arrondissement de Hakata à Fukuoka.

## Situation sur le réseau
La station Nakasu-Kawabata est située au point kilométrique (PK) 8,1 de la ligne Kūkō. Elle marque le début de la ligne Hakozaki

## Histoire
La station a été inaugurée le 20 avril 1982.

## Services aux voyageurs

### Accès et accueil
La station est ouverte tous les jours.

### Station ligne Hakozaki
Voie 1 : direction Kaizuka et voie 2 : direction Meinohama.

Installations et desserte
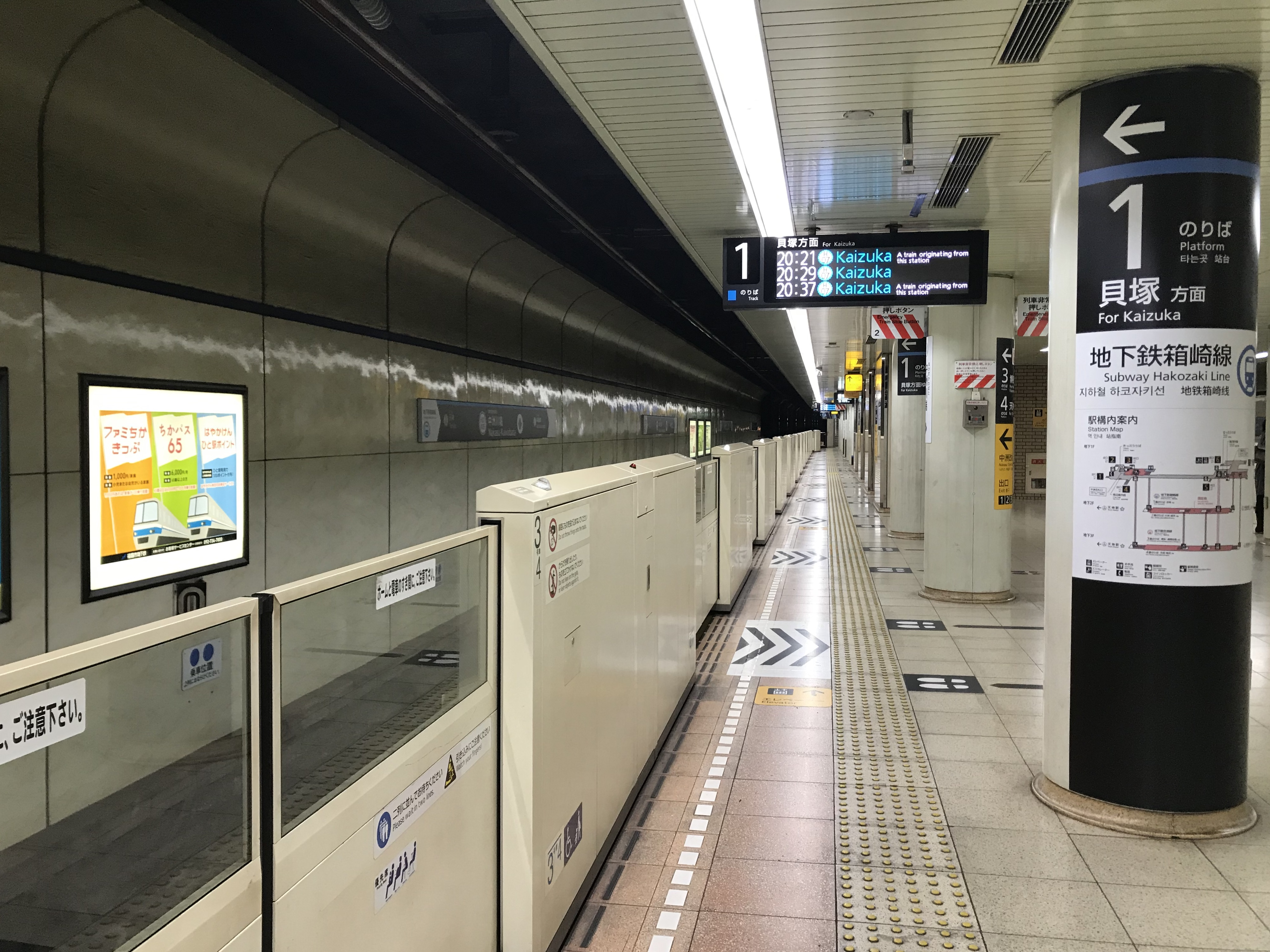
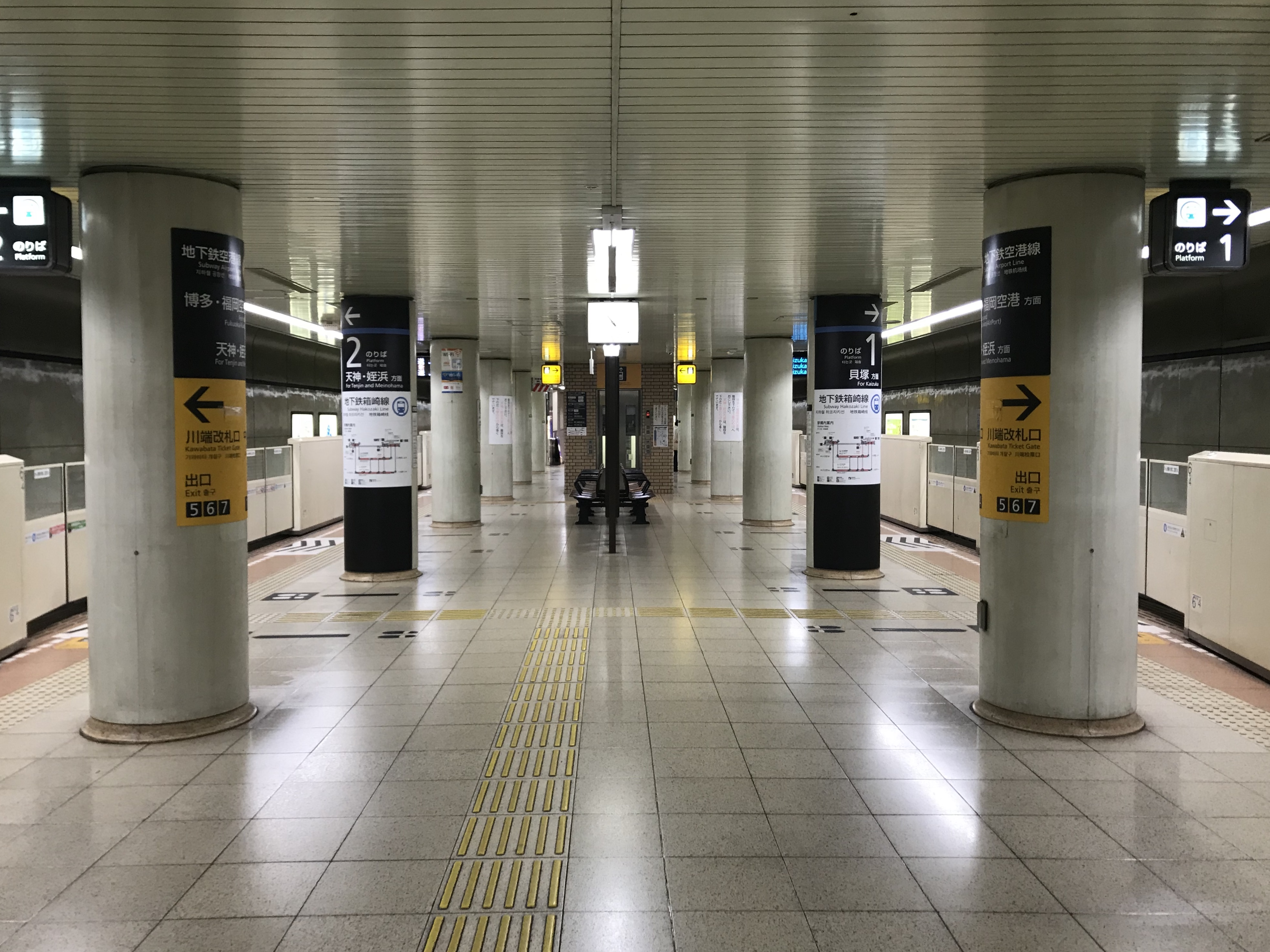
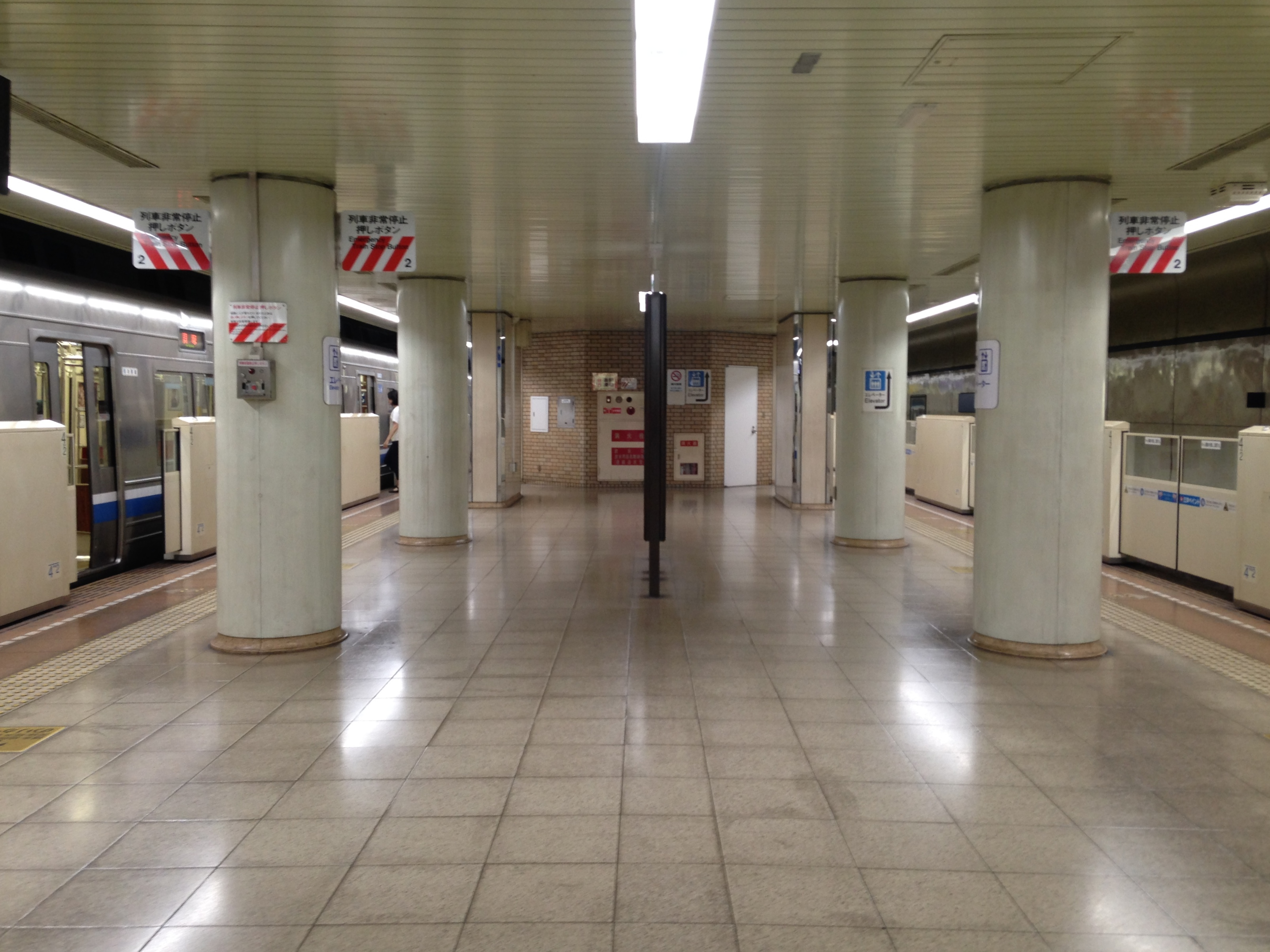

### Station ligne Kūkō
Voie 3 : direction Hakata et Aéroport de Fukuoka et voie 4 : direction Meinohama, Chikuzen-Maebaru et Karatsu.

Installations et desserte
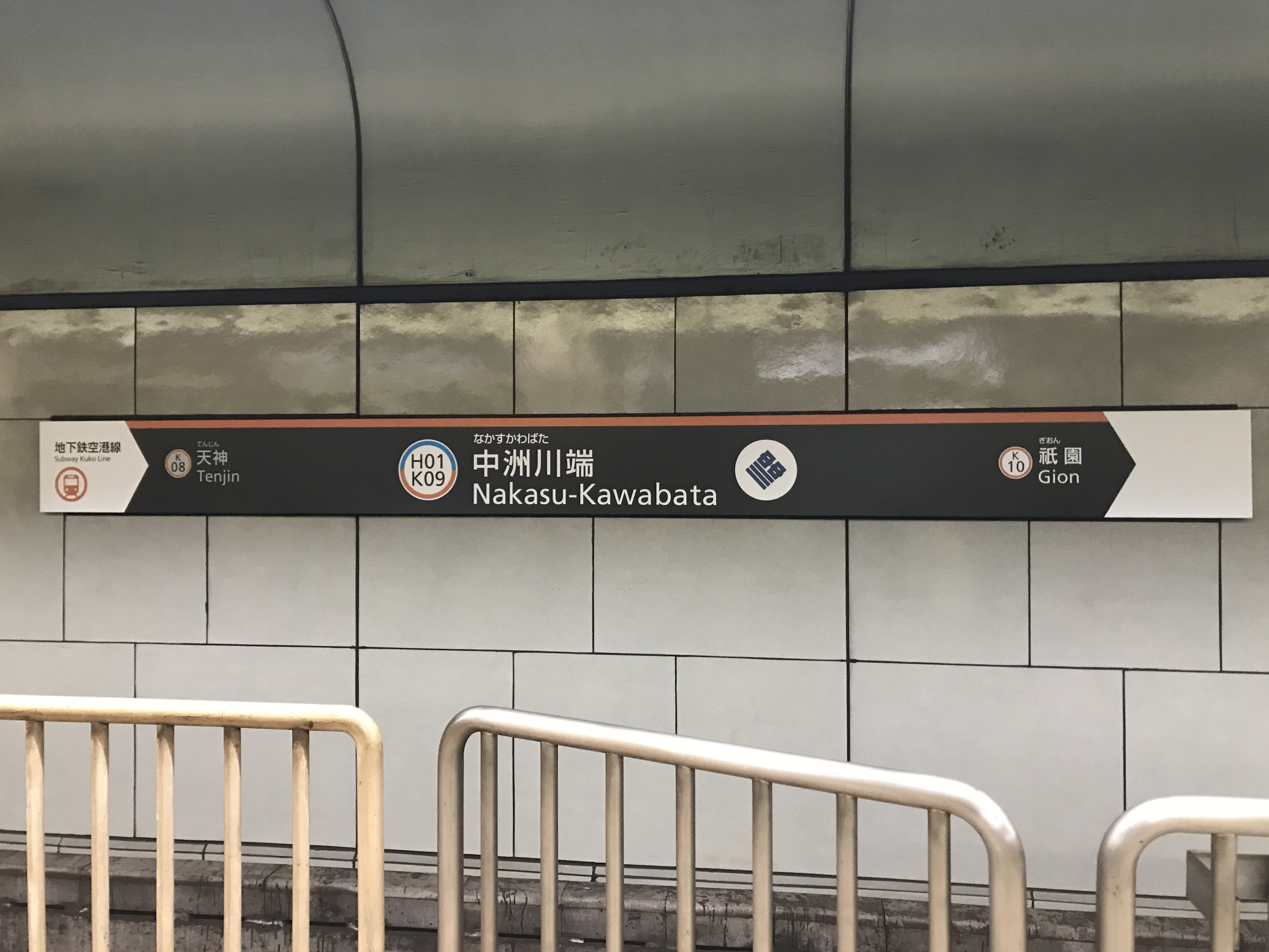
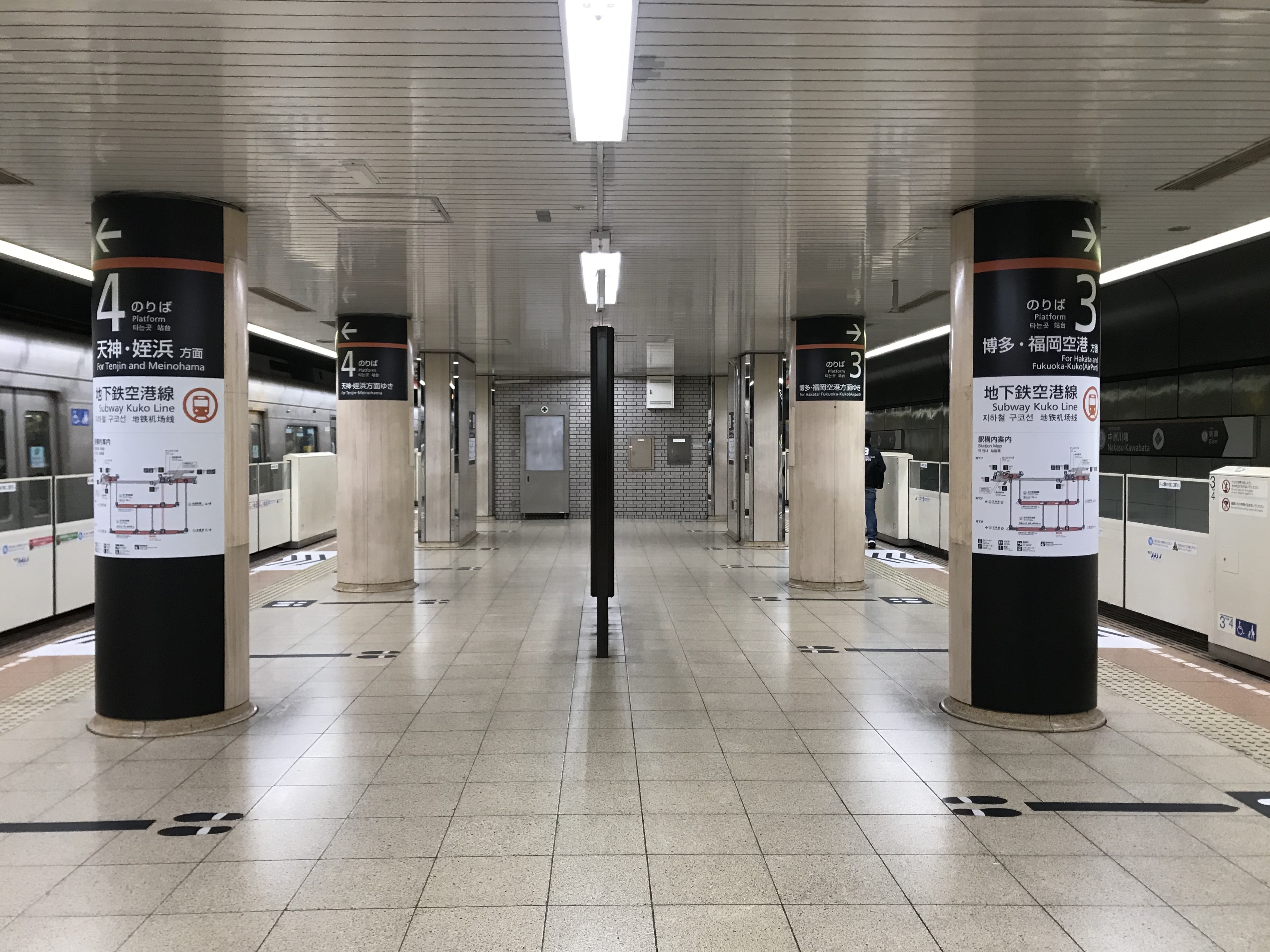

## À proximité
- Hakata-za